# École supérieure des sciences et de la technologie de Hammam Sousse
L'École supérieure des sciences et de la technologie de Hammam Sousse (arabe : المدرسة العليا للعلوم والتكنولوجيا بحمام سوسة) ou ESSTHS est un établissement universitaire tunisien basé à Hammam Sousse.
Rattaché à l'université de Sousse, il est créé en vertu du décret no 2006-1587 du 6 juin 2006 pour enrichir le tissu universitaire de l'agglomération de Sousse.

## Organisation
L'école est organisée en quatre départements :
- Département de mathématiques[2] ;
- Département de sciences physiques[3] ;
- Département d'électronique et informatique[4] ;
- Département de chimie[5].

## Directeurs
- 2006-2011 : Pr. Mongi Ben Amara
- 2011-2014 : Pr. Najeh Farhat
- 2014-2020 : Pr. Khalifa Elmabrouk
- depuis 2021 : Pr. Adel Daouas

## Admission
La majorité des étudiants est admise après l'obtention d'un baccalauréat scientifique et en suivant l'orientation du ministère de l'Enseignement supérieur et de la Recherche scientifique.

## Formation
L'ESSTHS met à la disposition de ses étudiants une formation de base pour aboutir aux spécialités suivantes :

### Cycle préparatoire
- Cycle préparatoire scientifique : mathématiques-physique ;
- Cycle préparatoire scientifique : physique-chimie.

### Licences
- Licence en mathématiques et informatique ;
- Licence en physique ;
- Licence en sciences de l'informatique ;

- Licence en électronique, électrotechnique et automatique[6] ;
- Licence en physique et énergie[7] ;
- Licence en chimie[8].

### Masters de recherche
- Master de recherche en mathématiques[9] ;
- Master de recherche en physique des matériaux et énergie[10].

### Masters professionnels
- Master professionnel en intelligence artificielle pour les systèmes à énergies renouvelables (MP-IASER)[11] ;
- Master professionnel en systèmes électroniques embarqués et équipements biomédicaux[12].

### Doctorats
- Doctorat en mathématiques ;
- Doctorat en génie physique.